# Zámek Brissac
Zámek Brissac (francouzsky Château de Brissac) se nachází ve francouzském městě Brissac-Quincé v departementu Maine-et-Loire, asi 15 kilometrů jižně od Angers. Zámek má sedm podlaží, 204 místností a říká se mu také „obr na Loiře“.

## Historie
V 11. století vznikla na tomto místě opevněná tvrz hrabat z Anjou. Když král Filip II. August porazil anglického krále, věnoval panství Vilémovi z Roches. V polovině 15. století je získal Pierre de Brézé, ministr dvou francouzských králů, a vybudoval zde mohutný pozdně středověký hrad se dvěma kulatými věžemi, které dodnes stojí. Roku 1502 koupil hrad René de Cossé, komorník krále Karla VIII., jehož potomci zde dodnes žijí. 
Karel II. Cossé-Brissac byl jedním z vůdců katolické Ligy a místodržitelem města Paříže. Protože chtěl ukončit občanskou válku, dal v roce 1594 králi Jindřichovi IV. otevřít městské brány, takže město dobyl téměř bez boje. Z vděčnosti povýšil Karla II. na polního maršála a dal mu titul Pair de France. Od roku 1601 začal Karel II. hrad přestavovat na velký renesanční zámek a i když své plány nemohl dokončit, vznikla mohutná stavba o sedmi podlažích. Za Francouzské revoluce byl zámek vyplundrován, přesto mohou i dnešní návštěvníci obdivovat mnoho z jeho bohatého zařízení, například velkou galerii o délce 32 m. Obnova začala roku 1844 a zámecký park o rozloze 70 ha byl proměněn na anglický park.

### Galerie

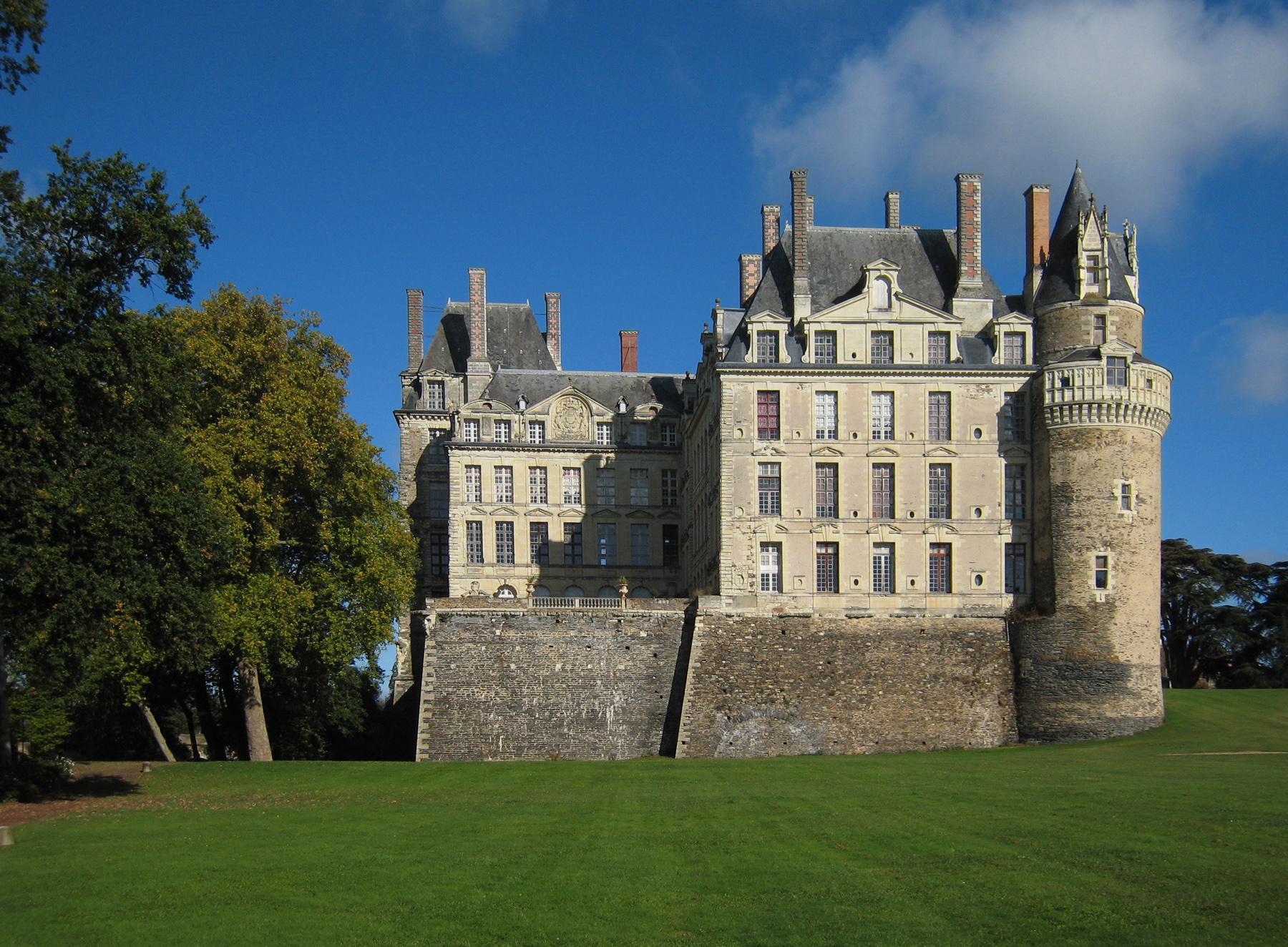
Zámek Brissac
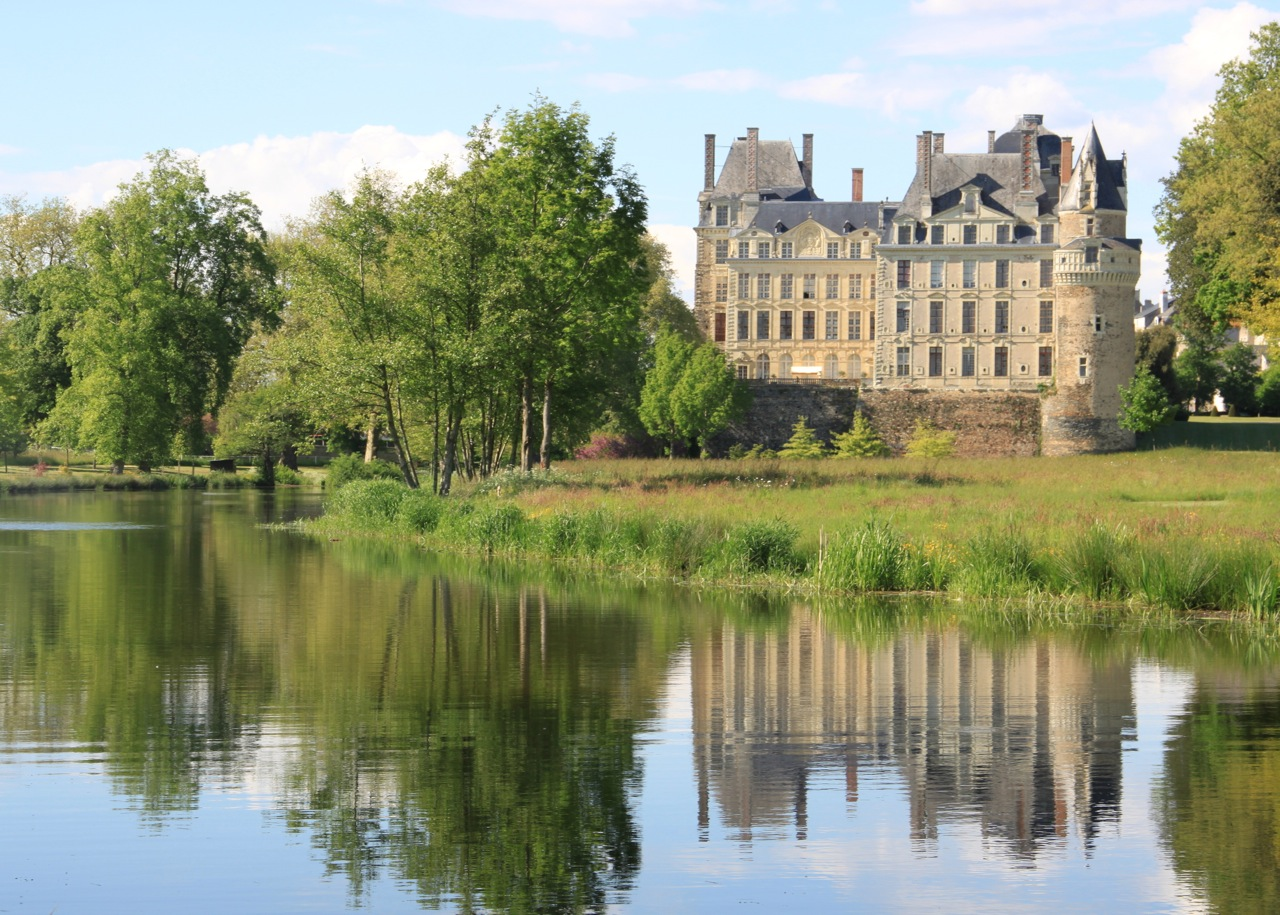
Pohled z parku
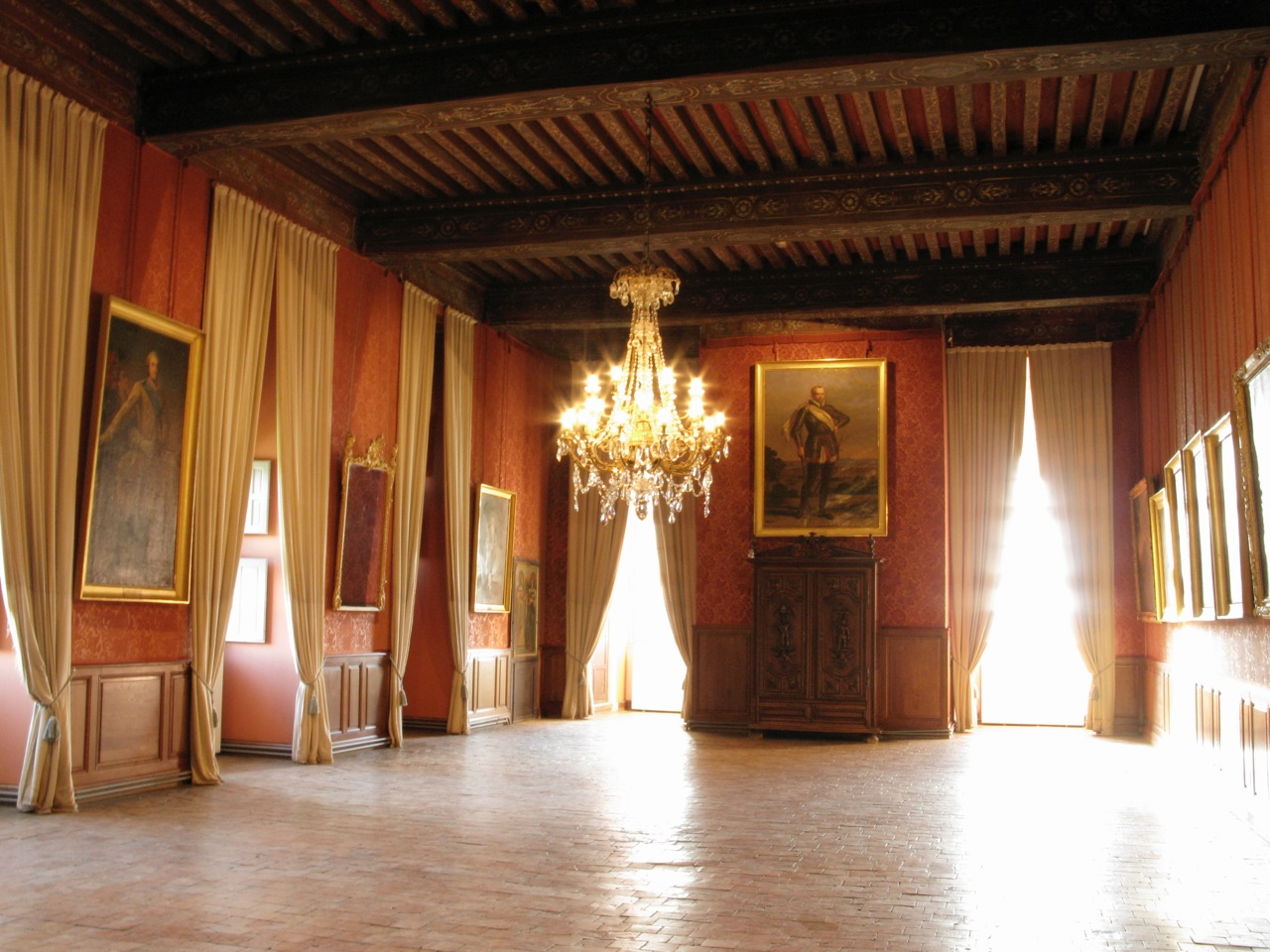
Galerie
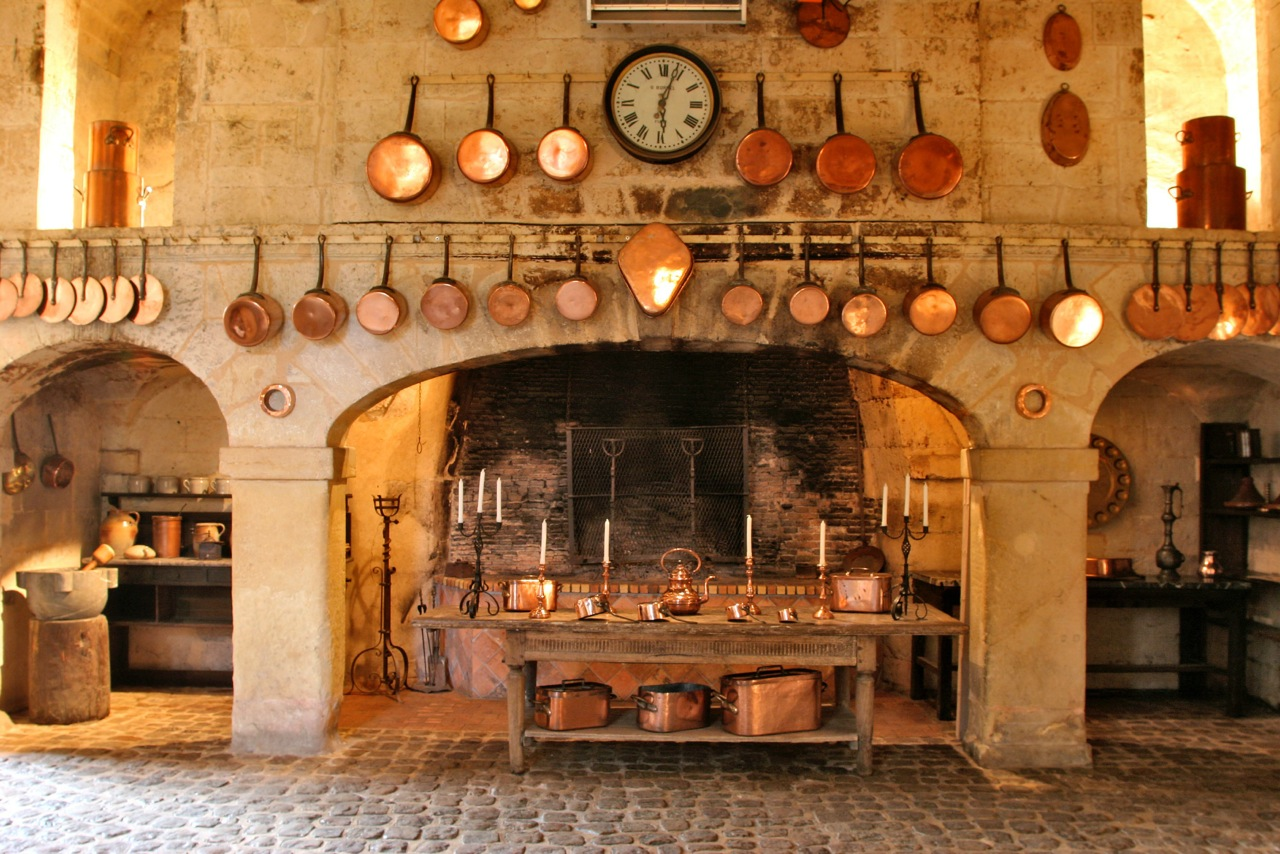
Historická kuchyně